# Liste der denkmalgeschützten Objekte in Pfunds
Die Liste der denkmalgeschützten Objekte in Pfunds enthält die 38 denkmalgeschützten, unbeweglichen Objekte der Tiroler Gemeinde Pfunds im Bezirk Landeck.

## Denkmäler
| Foto |                 | Denkmal                                                                                    | Standort                                           | Beschreibung | Metadaten |
| ---- | --------------- | ------------------------------------------------------------------------------------------ | -------------------------------------------------- | --- | --- |
| ja   | Datei hochladen | Kapelle hl. Sebastian in Birkach HERIS-ID: 40037 Objekt-ID: 39927 TKK: 116349              | gegenüber Birkach 167 Standort KG: Pfunds          | Die auch als Fraktionskapelle bekannte Kapelle besteht aus einem einjochigen Mauerbau mit rechteckigem Grundriss und einem polygonal schließenden Chor. Der verschindelte Dachreiter sitzt auf einem steilen und schindelgedeckten Satteldach und weist segmentbogige Schallöffnungen und ein steiles, sechseckiges Pyramidendach auf. An der Giebelfassade befindet sich ein Rundbogenportal, das von zwei Segmentbogenöffnungen flankiert wird. Über dem Portal befinden sich Rundfenster und eine Sonnenuhr im Giebelfeld. Die Seitenwände weisen im Chorbereich gotisierende Dreieckslisenen mit Abdachungen auf sowie je zwei Rundbogenfenster. Das Innere besteht aus einem Kreuzgewölbe im Betraum und einem Chor mit abgesetztem Gurtbogen beim Chorschluss sowie einer Holzempore mit Balustergeländer über dem Eingang. | BDA-Hist.: Q37992351 Status: Bescheid Stand der BDA-Liste: 2025-06-30 Name: Kapelle hl. Sebastian in Birkach GstNr.: .674 Kapelle hl. Sebastian, Birkach                                  |
| ja   | Datei hochladen | Straßenbrücke, Innbrücke Pfunds-Stuben HERIS-ID: 80256 Objekt-ID: 93974 TKK: 116358        | Dorf 52 Standort KG: Pfunds                        | Ursprünglich eine Holzbogenbrücke, die 1949 durch die heutige Stahlbetonbrücke ersetzt wurde. Sie verbindet die beiden Ortsteile Pfunds und Stuben rechts bzw. links des Innufers. Auf der Brücke befindet sich eine Brückenfigur des Johannes Nepomuk. | BDA-Hist.: Q38173068 Status: § 2a Stand der BDA-Liste: 2025-06-30 Name: Straßenbrücke, Innbrücke Pfunds-Stuben GstNr.: .1/1, 5276, 5363/1 Innbrücke, Pfunds                               |
| ja   | Datei hochladen | Gasthaus Zum Turm HERIS-ID: 40049 Objekt-ID: 39939 TKK: 116331                             | Dorf 52 Standort KG: Pfunds                        | Der Turm wurde 1499 durch Maximilian I. zu einer Befestigungsanlage an der Innbrücke ausgebaut und später zu einem Gasthaus umgestaltet. 1755 wurde das Gebäude um zwei Stockwerke und die Fassadierung, Philipp Jakob Greil zugeschrieben, erweitert. Seitdem ist es ein dreigeschoßiges, turmartiges Gebäude mit Walmdach. Von 1792 bis 1798 befand sich hier die private Lateinschule des Priesters Georg Lechleitner. Im Erdgeschoß befindet sich eine breite, tonnengewölbte Ausfahrt zur Innbrücke sowie Schießscharten. An der Fassade sind barocke Fensterumrahmungen und Malereien der Heiligen Johannes Nepomuk und Antonius sowie der Madonna aufgetragen. | BDA-Hist.: Q37992453 Status: Bescheid Stand der BDA-Liste: 2025-06-30 Name: Gasthaus Zum Turm GstNr.: .1/1 Turm in Pfunds                                                                 |
| ja   | Datei hochladen | Prozessionskapelle HERIS-ID: 43583 Objekt-ID: 44206 TKK: 116361                            | bei Dorf 64 Standort KG: Pfunds                    | Die Wegkapelle wird im Rahmen der Fronleichnamsprozession als Wegstation genutzt. Auf dem rechteckigen Grundriss wurde ein einjochiger Mauerbau errichtet, dem ein steiles Satteldach aufgesetzt wurde. Die Giebelfassade weist eine flachbogige Öffnung und Putzfaschenrahmung auf. Das Innere der Kapelle wurde mit einem zweiflügeligen, barocken Rautengitter verschlossen. | BDA-Hist.: Q38004045 Status: Bescheid Stand der BDA-Liste: 2025-06-30 Name: Prozessionskapelle GstNr.: 94 Prozessionskapelle, Pfunds                                                      |
| ja   | Datei hochladen | Loretokapelle in Pfunds HERIS-ID: 41015 Objekt-ID: 41334 TKK: 116352                       | bei Dorf 83 Standort KG: Pfunds                    | Kapelle aus der zweiten Hälfte des 16. Jahrhunderts, die zweimal konisch nach Westen verlängert wurde. Der Mauerbau mit geradem Chorschluss und Satteldach weist eine Rundbogenöffnung auf, die mit einem rosettenverzierten Rautengitter verschlossen ist. Im Inneren befindet sich im hinteren Bereich eine reiche Seccomalerei aus dem Beginn des 17. Jahrhunderts. | BDA-Hist.: Q37997646 Status: Bescheid Stand der BDA-Liste: 2025-06-30 Name: Loretokapelle in Pfunds GstNr.: .97 Loretokapelle in Pfunds                                                   |
| ja   | Datei hochladen | Antoniuskapelle HERIS-ID: 46092 Objekt-ID: 47749 TKK: 116353                               | Dorf 84 Standort KG: Pfunds                        | Die Wegkapelle wurde in der ersten Hälfte des 19. Jahrhunderts errichtet und nachträglich eine Waschküche angebaut. Der fensterlose Mauerbau auf rechteckigem Grundriss weist einen geraden Chorabschluss und ein vorkragendes Satteldach auf. Die Öffnung zur Straße besteht aus einem hochgezogenen, dominierenden Rundbogenportal mit tiefer Laibung, der Betraum ist tonnengewölbt. | BDA-Hist.: Q38019177 Status: Bescheid Stand der BDA-Liste: 2025-06-30 Name: Antoniuskapelle GstNr.: .99/1 Antoniuskapelle, Pfunds                                                         |
| ja   | Datei hochladen | Aufbahrungshalle, Totenkapelle HERIS-ID: 80268 Objekt-ID: 93986 TKK: 107146                | bei Dorf 99 Standort KG: Pfunds                    | Vermutlich im 17. Jahrhundert erbauter, gemauerter Kapellenbildstock mit rundem Chorschluss und einem schindelgedeckten Satteldach. Das Beinhaus ist durch eine rundbogige Öffnung zum Friedhof hin offen. Die figural gestalteten Glasfenster von Josef Staud wurden 1957 eingesetzt. | BDA-Hist.: Q38173138 Status: § 2a Stand der BDA-Liste: 2025-06-30 Name: Aufbahrungshalle, Totenkapelle GstNr.: .29 Aufbahrungshalle, Totenkapelle Friedhof hll. Petrus und Paulus, Pfunds |
| ja   | Datei hochladen | Kath. Pfarrkirche hll. Peter und Paul HERIS-ID: 55773 Objekt-ID: 64609 TKK: 28753          | bei Dorf 100 Standort KG: Pfunds                   | Der ursprüngliche, spätgotische Bau wurde 1474 urkundlich erwähnt, von ihm sind nur die Chormauern und der untere Teil des Turms erhalten. Die heutige Kirche wurde im 19. Jahrhundert erweitert und auch die Zwiebelhaube mit Laterne angebracht. | BDA-Hist.: Q38067837 Status: § 2a Stand der BDA-Liste: 2025-06-30 Name: Kath. Pfarrkirche hll. Peter und Paul GstNr.: .30 Peter-und-Paul-Kirche (Pfunds)                                  |
| ja   | Datei hochladen | Friedhof hll. Petrus und Paulus HERIS-ID: 80267 Objekt-ID: 93985 TKK: 107144               | bei Dorf 100 Standort KG: Pfunds                   | Der von einer Mauer eingefasste Friedhof rund um die Pfarrkirche wurde 1493 geweiht. | BDA-Hist.: Q38173131 Status: § 2a Stand der BDA-Liste: 2025-06-30 Name: Friedhof hll. Petrus und Paulus GstNr.: 42 Friedhof hll. Petrus und Paulus, Pfunds                                |
| ja   | Datei hochladen | Dreifaltigkeitskapelle HERIS-ID: 45740 Objekt-ID: 47160 TKK: 116346                        | neben Dorf 214 Standort KG: Pfunds                 | Zwischen 1780 und 1820 erbaute Kapelle, die nachträglich verlängert wurde. Der lang gestreckte Mauerbau wurde auf rechteckigem Grundriss mit halbrunder, schließender Apsis errichtet. Das leicht vorkragende Satteldach mit Schindeldeckung wurde über einer Hohlkehle eingezogen, die Mittelachse der Hauptfassade weist ein wuchtiges Segmentbogenportal auf. An Nord- und Südseite sind schmale Rundbogenportale in die Mauer eingelassen, das Innere der Kapelle ist tonnengewölbt und der Altarraum durch ein Holzgitter vom Vorraum getrennt. | BDA-Hist.: Q38017361 Status: Bescheid Stand der BDA-Liste: 2025-06-30 Name: Dreifaltigkeitskapelle GstNr.: .517 Dreifaltigkeitskapelle, Pfunds                                            |
| ja   | Datei hochladen | Pfarrsaal HERIS-ID: 80262 Objekt-ID: 93980 TKK: 116332                                     | Dorf 215 Standort KG: Pfunds                       | Das Gebäude wurde 1911 als Kinderbewahranstalt und Jugendheim erbaut, zwischen 1965 und 1966 wurde ein Kino- und Theatersaal eingerichtet. Der zweigeschoßige Mauerbau weist ein Satteldach und Fassaden mit betonter Eckquaderung auf, auf der Südseite befindet sich ein Mosaik des hl. Josef. | BDA-Hist.: Q38173110 Status: § 2a Stand der BDA-Liste: 2025-06-30 Name: Pfarrsaal GstNr.: .14 Pfarrsaal Pfunds                                                                            |
| ja   | Datei hochladen | Kapelle hl. Martin in Greit HERIS-ID: 80326 Objekt-ID: 94055 TKK: 116360                   | Greit 137, in der Nähe Standort KG: Pfunds         | Die Vorgängerkapelle wurde 1843 zur Abwendung einer Viehseuche errichtet und 1977 abgetragen. Der Neubau von 1997/98 weist einen einjochigen Mauerbau mit dreiseitigem Chorschluss und ein schindelgedecktes Satteldach mit offenem Dachreiter auf. Der nordwestseitige Eingang wird mit einer Rundbogentüre verschlossen, die Decke im Inneren wurde mit einer Holzverkleidung versehen. | BDA-Hist.: Q38173367 Status: § 2a Stand der BDA-Liste: 2025-06-30 Name: Kapelle hl. Martin in Greit GstNr.: 2408/2 Kapelle hl. Martin in Greit, Pfunds                                    |
| ja   | Datei hochladen | Kapelle Hl. Familie HERIS-ID: 40051 Objekt-ID: 39941 TKK: 116344                           | bei Greit 366 Standort KG: Pfunds                  | Kapelle aus dem 17. Jahrhundert, die im 18. Jahrhundert umgestaltet wurde. Der einjochige Mauerbau weist ein schindelgedecktes Satteldach und einen rechteckigen Dachreiter mit gekoppelten, rund geschlossenen Schallöffnungen und Zwiebelhaube auf. An der südlichen Giebelfassade wurde ein Rundbogenportal mit flankierenden Rechteckfenstern und Rundfenster im Giebel angebracht, an den Traufseiten befinden sich je zwei spitzbogig geschlossene Fenster. Im Inneren befindet sich ein Kreuzgewölbe mit breitem Chorbogen und einfacher Holzempore oberhalb der Tür. | BDA-Hist.: Q37992473 Status: Bescheid Stand der BDA-Liste: 2025-06-30 Name: Kapelle Hl. Familie GstNr.: .306 Kapelle Hl. Familie in Greit, Pfunds                                         |
| ja   | Datei hochladen | Kapelle hl. Martin in Lafairs HERIS-ID: 40050 Objekt-ID: 39940 TKK: 116348                 | bei Lafairs 165 Standort KG: Pfunds                | Die Fraktionskapelle wurde nach einer Viehseuche 1843 in Lafairs errichtet. Der relativ große Mauerbau weist einen rechteckigen Grundriss mit dreiseitigem Chorschluss auf. Auf dem Satteldach befindet sich ein offener Dachreiter mit einem Pyramidendach, das mit Holzschindeln bedeckt ist. Die längsseitigen Fassaden besitzen je zwei hohe Rundbogenfenster. Die nordwestseitige Eingangsseite besteht aus einem flachbogigen Portal mit flankierenden Fenstern, dessen Inschrift das Verlöbnis dieser Kapelle darstellt. Der tonnengewölbte Betraum wird durch einen Triumphbogen vom Chor abgesetzt. | BDA-Hist.: Q37992463 Status: Bescheid Stand der BDA-Liste: 2025-06-30 Name: Kapelle hl. Martin in Lafairs GstNr.: .612 Kapelle hl. Martin, Lafairs                                        |
| ja   | Datei hochladen | Marienkapelle in Margreid HERIS-ID: 45834 Objekt-ID: 47294 TKK: 116350                     | bei Margreid 153 Standort KG: Pfunds               | Die Kapelle wurde Ende des 18. Jahrhunderts errichtet und laut Inschrift 1801 und 1984 renoviert. Sie besteht aus einem über rechteckigen Grundriss errichteten Mauerbau mit halbrund abschließender Apsis sowie einem leicht vorkragenden, schindelgedeckten Satteldach. An beiden Traufseiten befinden sich jeweils ein Segmentbogenfenster mit schräger Laibung und einem Oculus unter dem Dachansatz der Apsis. | BDA-Hist.: Q38017766 Status: Bescheid Stand der BDA-Liste: 2025-06-30 Name: Marienkapelle in Margreid GstNr.: .732 Marienkapelle in Margreid, Pfunds                                      |
| ja   | Datei hochladen | Ehemaliger Tösener Bergbau HERIS-ID: 40052 Objekt-ID: 39942 TKK: 116354                    | Platzer Tal Standort siehe Beschreibung KG: Pfunds | Bergbau mit Anfang im 15. Jahrhundert, mit langen Unterbrechungen bis 1910 fortgeführt. Das Objekt besteht aus den Anlagen am Berg (Seilbahnbergstation und Knappenhäuser, ) und der Aufbereitungsanlage weiter unten im Tal . | BDA-Hist.: Q820481 Status: Bescheid Stand der BDA-Liste: 2025-06-30 Name: Ehem. Tösener Bergbau GstNr.: 3262 Bergwerk Platzertal                                                          |
| ja   | Datei hochladen | Bürgerhaus, ehemaliges Richterhaus HERIS-ID: 40038 Objekt-ID: 39928 TKK: 116340            | Stuben 1 Standort KG: Pfunds                       | Das ehemalige Richterhaus stammt ursprünglich aus dem 16. Jahrhundert und wurde im 17. Jahrhundert umgestaltet. Im Stiegenhaus mit 1524 bezeichnet. Das zweigeschoßige Wohnhaus hat ein abgeschrägtes Rundbogenportal sowie einen Bundwerkgiebel. Die netzgratverzierte Stichkappentonne im Obergeschoßflur ist mit gemalten Wappen der Richter des 16. bis 18. Jahrhunderts verziert. | BDA-Hist.: Q37992361 Status: Bescheid Stand der BDA-Liste: 2025-06-30 Name: Bürgerhaus, ehem. Richterhaus GstNr.: .187/2 Ehem. Richterhaus Pfunds Stuben 1                                |
| ja   | Datei hochladen | Bürgerhaus HERIS-ID: 40039 Objekt-ID: 39929 TKK: 116339                                    | Stuben 2 Standort KG: Pfunds                       | Der an das Richterhaus anschließende Torbau mit seitlichem Risalit hat ein abgefastes, breites Rundbogentor und ist im dreieckigen Giebelfeld darüber mit 1579 bezeichnet. | BDA-Hist.: Q37992370 Status: Bescheid Stand der BDA-Liste: 2025-06-30 Name: Bürgerhaus GstNr.: .187/1 Bürgerhaus Pfunds Stuben 2                                                          |
| ja   | Datei hochladen | Gasthaus Mohrenwirt HERIS-ID: 40041 Objekt-ID: 39931 TKK: 116338                           | Stuben 6 Standort KG: Pfunds                       | Das Gasthaus Mohrenwirt, ein zweigeschoßiger Bau mit einem Polygonalerker, stammt aus dem 16. und 17. Jahrhundert, das Mariahilffresko an der Eingangsfassade aus der Zeit um 1650. | BDA-Hist.: Q37992389 Status: Bescheid Stand der BDA-Liste: 2025-06-30 Name: Gasthaus Mohrenwirt GstNr.: .185/1 Stuben 6 Pfunds, Gasthaus zum Mohren                                       |
| ja   | Datei hochladen | Bauernhaus HERIS-ID: 40043 Objekt-ID: 39933 TKK: 116337                                    | Stuben 12 Standort KG: Pfunds                      | Das Bauernhaus ist ein Durchfahrtshaus, im Hof ein Backofenerker. Von der weitgehenden Hausbemalung des 16. Jahrhunderts sind noch die gemalte Eckquaderung und über dem Tor ein Fresko mit dem hl. Eligius als Hufschmied erhalten, von dem das Haus den Spitznamen Schmiedhaus hat. | BDA-Hist.: Q37992399 Status: Bescheid Stand der BDA-Liste: 2025-06-30 Name: Bauernhaus GstNr.: .180 Stuben 12 Pfunds                                                                      |
| ja   | Datei hochladen | Bauernhaus HERIS-ID: 40044 Objekt-ID: 39934 TKK: 116342                                    | Stuben 13 Standort KG: Pfunds                      | Das Haus ist als Gaststätte urkundlich 1536 belegt, bauinschriftlich 1586 datiert. Moderne Umbauten, vom historischen Teil sind die Ostfassade und Teile der Südseite sowie zwei große hallenartige Räume im Inneren erhalten. An der Ostfassade befindet sich das breite Rundbogenportal, an der Westseite die Bauinschrift von 1586 am Schlussstein eines zugemauerten Türbogens. Die beiden Hallen im Erd- und Obergeschoß ruhen auf Mittelpfeilern, unten mit Stichkappengewölbe, oben mit Kreuzgratgewölbe. | BDA-Hist.: Q37992411 Status: Bescheid Stand der BDA-Liste: 2025-06-30 Name: Bauernhaus GstNr.: .197/2 Bauernhaus Stuben 13, Pfunds                                                        |
| ja   | Datei hochladen | Bauernhaus, Doppelhaus HERIS-ID: 40045 Objekt-ID: 39935 TKK: 116341                        | Stuben 14 Standort KG: Pfunds                      | Das ehemalige Gasthaus Zur Traube ist ein mächtiger, straßenseitig zwölfachsiger Komplex mit einem verbretterten Giebel und darüber einem Satteldach. | BDA-Hist.: Q37992422 Status: Bescheid Stand der BDA-Liste: 2025-06-30 Name: Bauernhaus, Doppelhaus GstNr.: .197/1                                                                         |
| ja   | Datei hochladen | Bauernhaus HERIS-ID: 46103 Objekt-ID: 47761 TKK: 116343                                    | Stuben 24 Standort KG: Pfunds                      | Das dreigeschoßige Wohngebäude stammt im Kern vermutlich aus dem 16. Jahrhundert. Es wurde in späterer Zeit erweitert und geringfügig verändert. Der älteste, im Wesentlichen noch spätgotische Teil des Wohnhauses in der vorderen, südlichen Gebäudehälfte ist in Bruchsteinmauerwerk ausgeführt und wird über einen Seitenflur erschlossen. Reste einer gemalten Eckquaderung sind an den Gebäudekanten erhalten, die Fenster haben teilweise noch schräg gehauene Laibungen und Putzfaschenrahmen. Nordseitig schließt ein ebenfalls dreigeschoßiger, um eine Fensterachse schmäleres Gebäude aus jüngerer Zeit an, das über den beiden, in unverputztem Bruchsteinmauerwerk ausgeführten Geschoßen in Riegelbauweise gezimmert ist und barocke Bauelemente aufweist. Der Wirtschaftsteil ist an den Wohnteil rückwärtig angebaut. Er besteht aus einem gemauerten Stall und einem darüberliegenden Stadel in senkrecht verschalter Ständerkonstruktion. Das Innere des Wohngebäudes ist architektonisch aufwendig gestaltet, mehrere gewölbte Räume (Flur, Treppenhaus, Küchen) in den Geschoßen. | BDA-Hist.: Q38019234 Status: Bescheid Stand der BDA-Liste: 2025-06-30 Name: Bauernhaus GstNr.: .203/1                                                                                     |
| ja   | Datei hochladen | Bauernhof, Paarhof HERIS-ID: 58276 Objekt-ID: 68823 TKK: 116336                            | Stuben 27 Standort KG: Pfunds                      | Der Baukern des Bauernhauses stammt aus dem 16. Jahrhundert. Laut Inschrift wurde das Gebäude 1721 teilweise erweitert und verändert. Die Anlage besteht aus einem spätgotischen Wohngebäude und einem jüngeren Wirtschaftsteil. Das Wohngebäude wurde auf einem rechteckigen Grundriss dreigeschoßig und als Mittelflurhaus errichtet. Die auf der südlichen Giebelfassade gemauerte Freitreppe führt zu einem gotischen Spitzbogenportal, darunter befindet sich ein Rundbogenportal, das in den Keller führt. An der Nordwestecke wurde ein Backofen angebaut, der Dachstuhl wurde giebelseitig als einfacher Vorbund errichtet, am Spannriegel ist die eingekerbte Inschrift „17 HB 71“ zu erkennen. | BDA-Hist.: Q38082072 Status: Bescheid Stand der BDA-Liste: 2025-06-30 Name: Bauernhof, Paarhof GstNr.: .168                                                                               |
| ja   | Datei hochladen | Bauernhaus HERIS-ID: 40047 Objekt-ID: 39937 TKK: 116335                                    | Stuben 35 Standort KG: Pfunds                      | Das gotische Mittelflurhaus hat eine gemauerte Freitreppe in das Obergeschoß und ein spitzbogiges Hausteinportal. Der Bundwerkgiebel stammt aus dem 18. Jahrhundert. | BDA-Hist.: Q37992431 Status: Bescheid Stand der BDA-Liste: 2025-06-30 Name: Bauernhaus GstNr.: .157 Bauernhaus Stuben 35, Pfunds                                                          |
| ja   | Datei hochladen | Gasthaus Zur Krone HERIS-ID: 40048 Objekt-ID: 39938 TKK: 116334                            | Stuben 40 Standort KG: Pfunds                      | Das Gasthaus Zur Krone, ein dreigeschoßiges Mittelflurhaus mit einem abgefasten, rundbogigen Portal und seitlicher Hofeinfahrt stammt aus dem 16. und 17. Jahrhundert. Im Obergeschoß stuckverzierte Fensterrahmen und im Inneren im Flur ein Stück Stichkappengewölbe. | BDA-Hist.: Q37992442 Status: Bescheid Stand der BDA-Liste: 2025-06-30 Name: Gasthaus Zur Krone GstNr.: .151/1 Gasthaus Zur Krone, Pfunds                                                  |
| ja   | Datei hochladen | Bauernhaus HERIS-ID: 40276 Objekt-ID: 40185 TKK: 116333                                    | Stuben 44 Standort KG: Pfunds                      | Das Haus wurde ursprünglich als materiell geteiltes Doppelhaus für den Spitalsverwalter des ehemaligen Spitals errichtet, der Baukern datiert aus dem 15. oder 16. Jahrhundert, weist aber auch Umbauten aus der Epoche des Barocks auf. Das zweigeschoßige Gebäude wurde auf rechteckigem Grundriss mit Kellergeschoß errichtet, inklusive Walmdach und einem Pultdach auf dem neueren, westseitigen Zubau. Bis auf das Dachgeschoß wurde das Haus in Bruchsteinmauerwerk errichtet, darüber ein verputztes Riegelwerk. Das Haus weist unregelmäßig gegliederte Fassaden auf und ist traufseitig über einen durchgehenden Mittelflur erschlossen. Die Längsfassaden sind durch ein mehrfach profiliertes Gesims abgeschlossen, wobei die Hauskanten ursprünglich durch eine heute mehrheitlich verputzte Quaderbemalung hervorgehoben wurden. Die beiden Hauseingänge sind aufgrund der Hanglage über eine Holztreppe erreichbar, mit einem nördlichen Rechteckportal und einem südlichen Rundbogenportal mit abgefastem Gewände. Der südseitige Kellereingang besteht aus einem Rundbogenportal mit aufgedoppelten Türen. Die straßenseitigen Fresken stellen zum einen ein Gnadenbild Mariahilf aus dem 17. Jahrhundert dar, zum anderen ein Rokokofresko in kartuschenartigem Rahmen mit der hl. Familie. | BDA-Hist.: Q37993867 Status: Bescheid Stand der BDA-Liste: 2025-06-30 Name: Bauernhaus GstNr.: .143/1                                                                                     |
| ja   | Datei hochladen | Enskapelle HERIS-ID: 80259 Objekt-ID: 93977 TKK: 116347                                    | bei Stuben 51 Standort KG: Pfunds                  | Die Kapelle befindet sich unter dem Straßenniveau und besteht aus einem rechteckigen Mauerbau mit leicht eingezogenem Chor und einem geschwungenen Blendgiebel. Im Inneren befindet sich eine Stichkappentonne, der dreiseitige Chor ist durch einen runden Triumphbogen etwas abgesetzt. | BDA-Hist.: Q38173090 Status: § 2a Stand der BDA-Liste: 2025-06-30 Name: Enskapelle GstNr.: .527 Enskapelle, Pfunds                                                                        |
| ja   | Datei hochladen | Volksschule Pfunds HERIS-ID: 55770 Objekt-ID: 64606 TKK: 107147                            | Stuben 253 Standort KG: Pfunds                     | Das Volksschulhaus wurde Anfang des 20. Jahrhunderts als breites Mittelflurhaus im Heimatstil mit Satteldach und regelmäßiger Fassadengliederung erbaut. An der Eingangsfassade befindet sich ein Rundbogenportal, ein Mittelerker und mehrere Oculi im Giebelfeld. An der Rückseite wurde die Schule in jüngerer Zeit erweitert. | BDA-Hist.: Q38067816 Status: § 2a Stand der BDA-Liste: 2025-06-30 Name: Volksschule Pfunds GstNr.: 479/3 Volksschule Pfunds                                                               |
| ja   | Datei hochladen | Filialkirche Mariae Himmelfahrt in Stuben HERIS-ID: 79979 Objekt-ID: 93687 TKK: 28754      | Stuben Standort KG: Pfunds                         | Die Filialkirche Mariae Himmelfahrt im Ortsteil Stuben wurde um 1470 errichtet. Neben einem viergeschoßigen Turm weist die Kirche eine spätgotische Sakristei an der Nordseite des Chors. Die Wandmalereien im Langhaus stammen ebenfalls aus der Spätgotik (Ende 15. Jahrhundert). | BDA-Hist.: Q38172434 Status: § 2a Stand der BDA-Liste: 2025-06-30 Name: Filialkirche Mariae Himmelfahrt in Stuben GstNr.: .154 Filialkirche Mariä Himmelfahrt, Pfunds                     |
| ja   | Datei hochladen | Lourdeskapelle HERIS-ID: 80257 Objekt-ID: 93975 TKK: 116345                                | Stuben 314 Standort KG: Pfunds                     | Die Kapelle wurde im Neugotischen Stil erbaut. Das einjochige Gebäude ist mit einem Satteldach gedeckt und durch Gesimse und Naturstein gegliedert. Im Inneren befindet sich eine Lourdesgrotte, die um 1900 geschaffen wurde. | BDA-Hist.: Q38173079 Status: § 2a Stand der BDA-Liste: 2025-06-30 Name: Lourdeskapelle GstNr.: .453 Lourdeskapelle, Pfunds                                                                |
| ja   | Datei hochladen | Bauernhaus HERIS-ID: 55771 Objekt-ID: 64607 TKK: 24380                                     | Wand 177 Standort KG: Pfunds                       | Urkundlich bereits im 16. Jahrhundert belegt, erfolgte eine barocke Umgestaltung, die mit 1708 bezeichnet ist. Weitere Umgestaltungen und eine materielle Teilung erfolgte in der zweiten Hälfte des 19. Jahrhunderts und in der ersten Hälfte des 20. Jahrhunderts. Das zweigeschoßige Wohngebäude wurde hinter einem Felssporn über rechteckigem Grundriss in Mischbauweise errichtet, das Fundament an den felsigen Untergrund angepasst. Unterschiedliche Fassadengestaltungen deuten auf die ständige Umgestaltung beider Hausteile hin. | BDA-Hist.: Q38067827 Status: Bescheid Stand der BDA-Liste: 2025-06-30 Name: Bauernhaus GstNr.: .766 Bauernhaus Wand, Pfunds                                                               |
| ja   | Datei hochladen | Volksschule Wand HERIS-ID: 83544 Objekt-ID: 97570 TKK: 116351                              | Wand 178 Standort KG: Pfunds                       | Das bestehende Schulgebäude wurde nach 1857 erbaut. Auf den gemauerten Unterbau wurde ein zweigeschoßiger Blockbau mit Satteldach gesetzt. Auf der West- und Ostfassade befindet sich je ein traufseitiger Eingang, über die der Zugang zum Schulraum im Erdgeschoß und der Lehrerwohnung im Obergeschoß ermöglicht wird. | BDA-Hist.: Q38180826 Status: § 2a Stand der BDA-Liste: 2025-06-30 Name: Volksschule Wand GstNr.: .763 Volksschule Wand, Pfunds                                                            |
| ja   | Datei hochladen | Kapelle hl. Ulrich am Eingang ins Radurschltal HERIS-ID: 82702 Objekt-ID: 96546 TKK: 41778 | Standort KG: Pfunds                                | Die Kapelle befindet sich auf einem bewaldeten Hügel südöstlich von Pfunds. Die Vorgängerkapelle, die 1493 geweiht wurde, wurde im 18. Jahrhundert abgerissen und 1767 durch die heutige Ulrichskapelle ersetzt. Die rechteckige Saalkirche besitzt einen einjochigen, dreiseitig schließenden Chor und ein leicht geschmiegtes Schindeldach mit Dachreiter. Das Portal und die Fenster sind rundbogig geschlossen, auf der Nordseite befindet sich zudem ein eingeschoßiger Sakristeianbau. Der Innenraum weist eine Stichkappentonne auf, die Fenster sind durch Pilaster dreijochig untergliedert. | BDA-Hist.: Q38179066 Status: § 2a Stand der BDA-Liste: 2025-06-30 Name: Kapelle hl. Ulrich am Eingang ins Radurschltal GstNr.: .417 Ulrichskapelle, Pfunds                                |
| ja   | Datei hochladen | Kalvarienberggruppe HERIS-ID: 83082 Objekt-ID: 96949 TKK: 116355                           | Standort KG: Pfunds                                | Die geschnitzte Kreuzgruppe mit Christus und den beiden Schächern sowie den Assistenzfiguren Maria und hl. Johannes stammt aus der 1. Hälfte des 19. Jahrhunderts und befindet sich südlich der Ulrichskapelle. | BDA-Hist.: Q38179797 Status: § 2a Stand der BDA-Liste: 2025-06-30 Name: Kalvarienberggruppe südlich der Ulrichskirche GstNr.: 3449/7 Kalvarienberggruppe Pfunds                           |
| BW   | Datei hochladen | Holzbildstöckl in der Nähe der Ulrichskirche HERIS-ID: 83083 Objekt-ID: 96950 TKK: 116356  | Standort KG: Pfunds                                | Südlich der Ulrichskapelle befindet sich in einer neuen Holznische eine qualitätsvolle Figur des hl. Antonius Abbas aus dem 16. Jahrhundert. Anmerkung: Objekt ist am angegebenen Standort (sowohl BDA als auch Tiroler Kunstkataster) nicht auffindbar. Datenblatt gibt Hinweis auf GstNr. 3449/8 | BDA-Hist.: Q38179823 Status: § 2a Stand der BDA-Liste: 2025-06-30 Name: Holzbildstöckl in der Nähe der Ulrichskirche GstNr.: 3449/7                                                       |
| ja   | Datei hochladen | Kriegerdenkmal HERIS-ID: 80265 Objekt-ID: 93983 TKK: 116357                                | Standort KG: Pfunds                                | Das Kriegerdenkmal wurde im Jahre 1957 an der Außenmauer des Friedhofs errichtet, die Plastik des Auferstandenen stammt von Robert Ehart. | BDA-Hist.: Q38173120 Status: § 2a Stand der BDA-Liste: 2025-06-30 Name: Kriegerdenkmal GstNr.: 42 Kriegerdenkmal in Pfunds                                                                |
| ja   | Datei hochladen | Bildstock Obergreit HERIS-ID: 80329 Objekt-ID: 94058 TKK: 116359                           | Standort KG: Pfunds                                | Der Bildstock Obergreit hat ein Satteldach und eine tonnengewölbte Nische. Er wird in das 18. Jahrhundert datiert. | BDA-Hist.: Q38173376 Status: § 2a Stand der BDA-Liste: 2025-06-30 Name: Bildstock Obergreit GstNr.: 2875 Bildstock Obergreit, Pfunds                                                      |